# Observatório Tonantzintla
O Observatório Tonantzintla (em castelhano:  Observatorio de Tonantzintla) é um observatório astronômico localizado no município de San Andrés Cholula, no estado mexicano de Puebla. Consiste em duas instalações adjacentes: o Observatório Astrofísico Nacional de Tonantzintla (em castelhano:  Observatorio Astrofísico Nacional de Tonantzintla - OANTON), operado pelo Instituto Nacional de Astrofísica, Óptica e Eletrônica (INAOE), e o Observatório Astronômico Nacional - Tonantzintla (em castelhano:  Observatorio Astronómico Nacional - Tonantzintla—OAN - Tonantzintla), operado pela Universidade Nacional Autônoma do México (UNAM). OANTON está localizado no campus INAOE, que inclui vários outros edifícios. OAN - Tonantzintla está localizado imediatamente a leste em propriedade principalmente não utilizada. O observatório está localizado a 11 quilômetros (6,8 milhas) a oeste de Puebla e 33 quilômetros (21 milhas) a leste de Popocatépetl, cujas erupções às vezes interferem na observação.

## Catálogo Tonantzintla
O Catálogo Tonantzintla (TON) é uma lista de estrelas publicada no Boletim dos Observatórios Tonantzintla e Tacubaya.

### Conteúdo
- Tonantzintla 1. Também conhecido como Pismis 25. Foi descoberto por James Dunlop em 1826. Paris Pismis catalogou-o como Tonantzintla 1 ou Ton 1 in (Pismis, 1959)[4]
- Tonantzintla 2-24. Descoberto por Paris Pismis em 1959.[5][6]
- Tonantzintla 117. Do Catálogo K.G. Malmiquis, 1936.
- Tonantzintla 185. Registrado por W J Luyten y F. D. Miller.
- Tonantzintla 193. Registrado por W. J. Luyten.
- Tonantzintla 577. Registrado por W. J. Luyten, 1955.
- Tonantzintla 618. Registrado por Braulio Iriarte y Enrique Chavira, 1957.[7]